# بيرجل أيمن جولر
بيرجُل أيمن جولر (بالتركية: Birgül Ayman Güler) ( ولدت في 1 يونيو عام 1961 في مدينة برجاما بإزمير ) أكاديمية تركية ذات أصل من البوشناق ، و كاتبة وسياسية.
بعد أن تخرجت بيرجُل أيمن من قسم الإدارة العامة في جامعة مرمرة حصلت على الماجستير والدكتوراه في جامعة أنقرة. وفي عام 2002 حصلت على لقب أستاذ في مجال العلوم الإدارية. و كانت بيرجُل أيمن تعطي محاضرات ودورات في معهد الإدارة العامة في الشرق الأوسط وتركيا وذلك بالإضافة إلى جامعة أنقرة حيث أنها كانت عضو في هيئة التدريس بها في الوقت الحاضر لعام 2008. و يوجد لدى بيرجُل أيمن العديد من الكتب والمقالات المنشورة. وكانت بيرجُل عضو في عدة جمعيات مختلفة و كانت تحتل مكاناً بين مؤسسي أحد الأحزاب السياسية. وفي 14 أبريل عام 2007 كانت بيرجُل إحدى متحدثي حشد تاندوغان و مسيرة الضريح. ودخلت بيرجُل أيمن البرلمان التركي كنائبة به عن مدينة إزمير في الفترة الرابعة والعشرون.
إن حديثها التالي : «لن تتمكنوا من خداع القومية الكردية من أجل تحريري وتقدمي. و لن تتمكنوا أيضاً من معاملة الشعب التركي والقومية الكردية على قدم المساواه والعدل.» قد تسبب في العديد من المنازعات.

## وصلات خارجية
- صفحة العلوم الإدارية بجامعة أنقرة
- الموقع الرسمي لبيرجُل أيمن جولر